# František Zohn
František Zohn (12. října 1943 – 26. října 1989) byl český silniční motocyklový závodník.

## Závodní kariéra
Závodil ve třídě do 50 cm³ na motocyklech Tatran, Juventa a Kreidler. V mistrovství republiky skončil dvakrát celkově na 3. místě.

## Úspěchy
- 2× 3. místo na mistrovství Československa

- Mistrovství Československa silničních motocyklů – celková klasifikace
  - 1972 do 50 cm³ – 14. místo – Tatran
  - 1973 do 50 cm³ – 3. místo – Tatran
  - 1974 do 50 cm³ – 6. místo – Tatran
  - 1975 do 50 cm³ – 3. místo – Juventa
  - 1976 do 50 cm³ – 8. místo – Kreidler
  - 1977 do 50 cm³ – 16. místo – Kreidler